# Márcio Rosário
Márcio Nascimento Rosário (São Mateus, 21 novembre 1983) è un ex calciatore brasiliano, di ruolo difensore.

## Carriera
Ha giocato nella massima serie dei campionati emiratino, brasiliano, portoghese, thailandese, indonesiano e indiano.